# Von-Alten-Buche

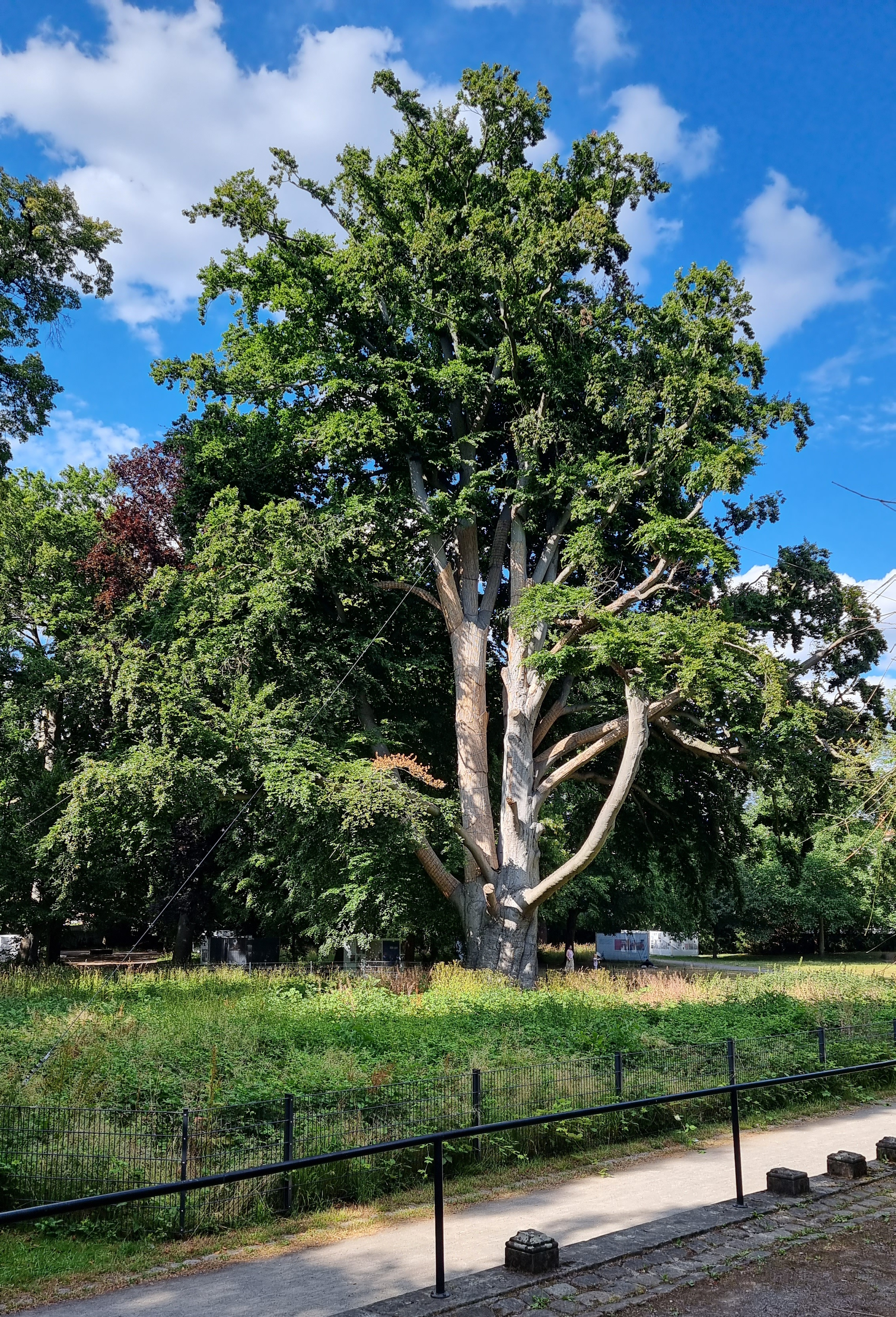
Die umzäunte, von Stahlseilen gehaltene Von-Alten-Buche im Sommer 2022

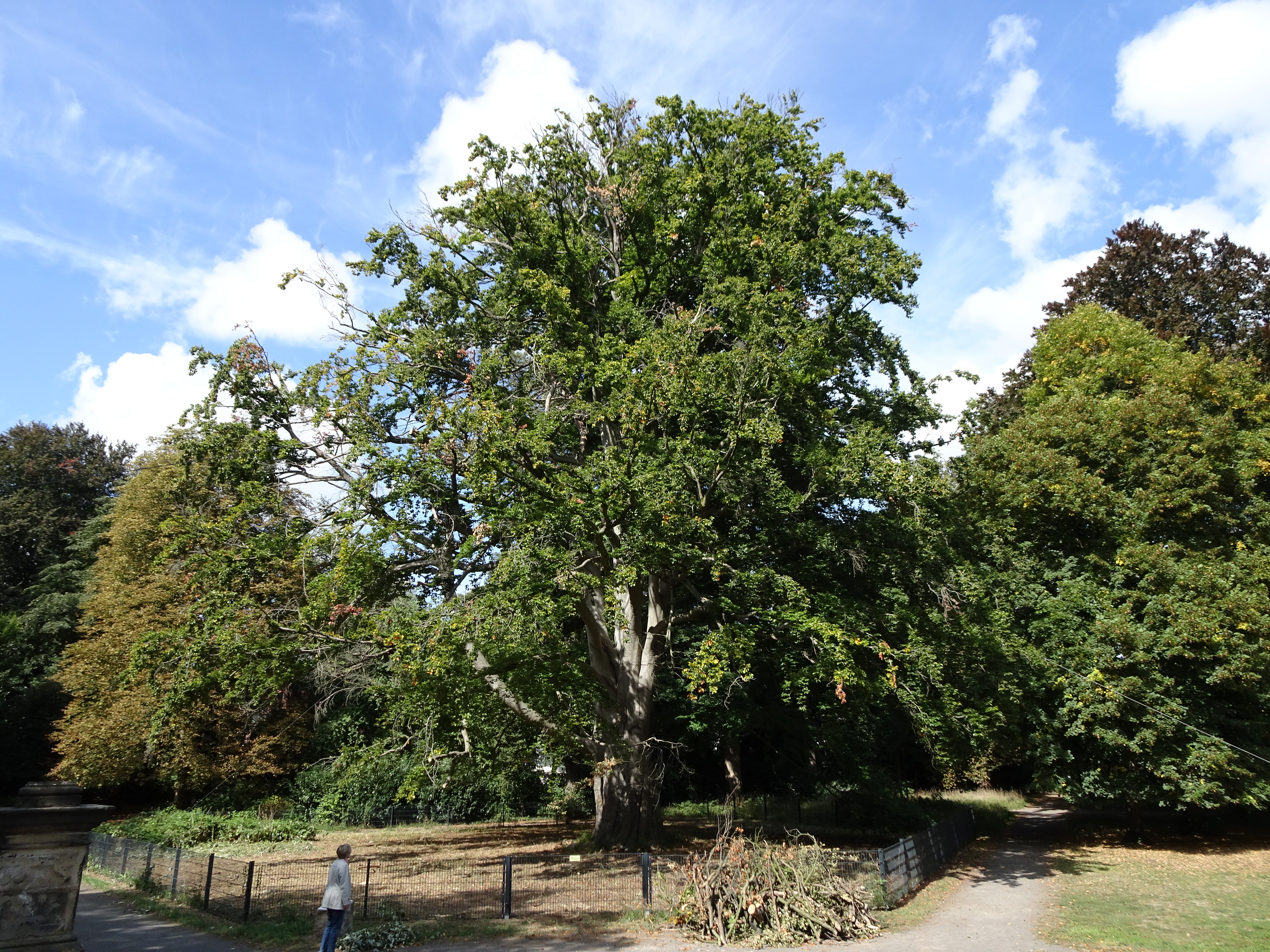
Abgestorbene und durch die Baumpflege abgesägte Äste im Jahr 2018

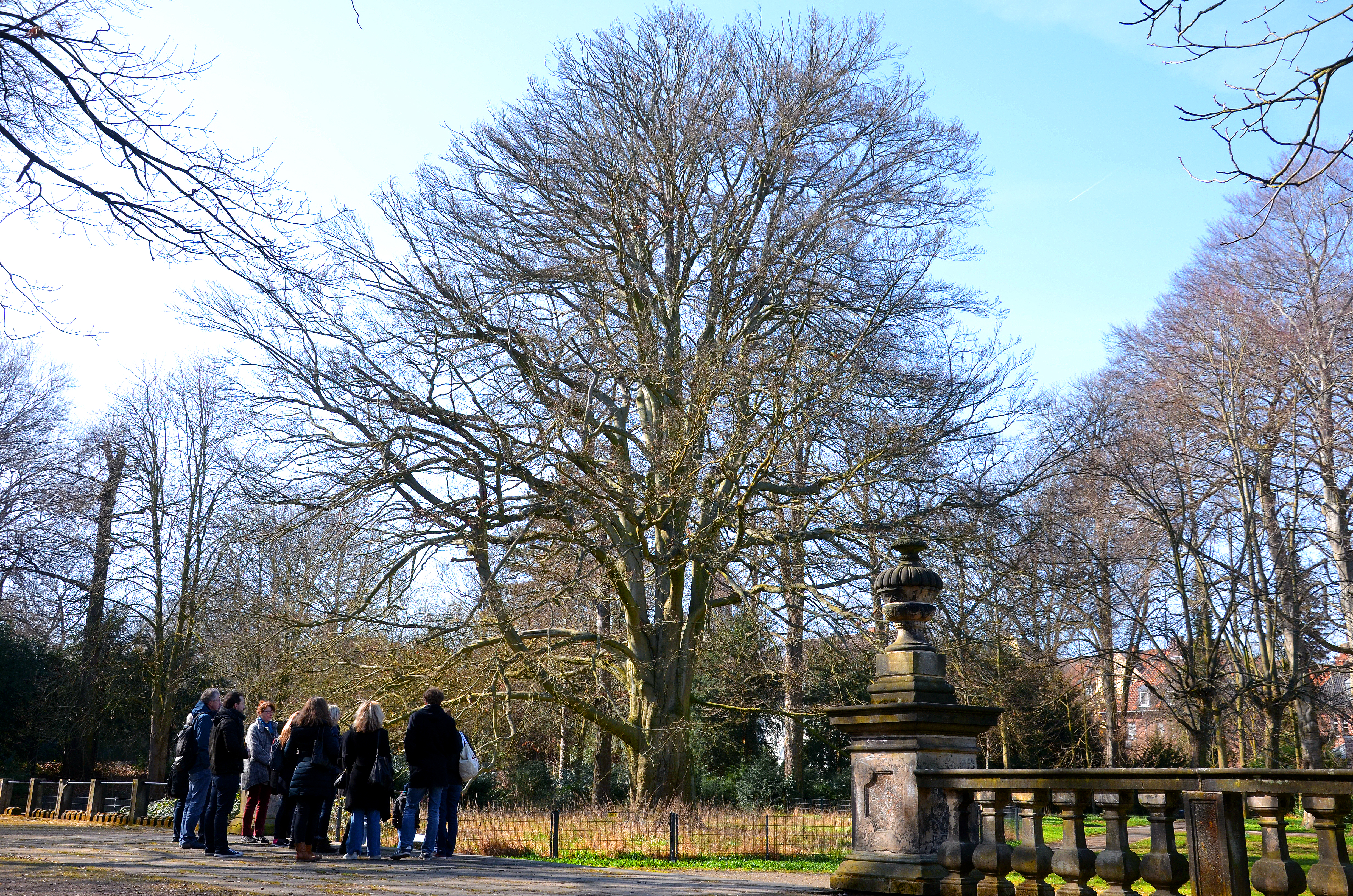
Im März 2016 besichtigte eine geführte Besuchergruppe vom Gartenparterre von Schloss Linden aus die im Frühling noch blattlose alte Buche

Die Von-Alten-Buche in Hannover-Linden, auch Alte Buche genannt, ist eine ursprünglich aus drei Bäumen zusammengewachsene Rotbuche. Der in der ersten Hälfte des 19. Jahrhunderts gepflanzte Baum entwickelte sich zur wichtigsten Landmarke im ehemals barock gestalteten Gartenparterre von Schloss Linden im heutigen Von-Alten-Garten. Die Buche ist durch eine Pilzinfektion seit Anfang der 2010er Jahre im Sterben begriffen.

## Geschichte und Beschreibung
Nach der sogenannten „Franzosenzeit“ und der Gründung des Königreichs Hannover war es der Familie von Alten im Jahr 1816 nach mehr als einem Jahrhundert gelungen, das Rittergut Linden von dem Adelsgeschlecht von Platen zur eigenen Nutzung zurückzukaufen. Die Familie von Alten verpachtete das damalige Landgut jedoch zunächst noch bis 1845. Etwa zehn Jahre zuvor hatten die Pächter „um 1835“ drei junge Rotbuchen (botanischer Name Fagus sylvatica) gepflanzt, die ineinander verdreht und in ein Pflanzloch gesetzt wurden. Die drei Bäume verwuchsen in der Folge miteinander zu einem Baum mit einem Stammumfang von mehr als 6 Metern (am Fuß), einer Höhe von über 35 Metern und einem Kronendurchmesser von mehr als 20 Metern.
Anfang des 21. Jahrhunderts wurde eine Pilzinfektion mit dem Holz zerstörenden Riesenporling festgestellt, der die Wurzeln der alten Buche angriff und zu einem Absterben zunächst in den äußeren Bereichen der Baumkrone führte. Um den Baum so lange wie möglich zu schützen, ließ der städtische Fachbereich Umwelt und Stadtgrün im Sommer 2013 ein Seilverankerungssystem einbauen, um die Buche gegen plötzliches Umkippen abzusichern. Zum Schutz der Gartenbesucher vor absterbenden und herunterfallenden Ästen wurde die von der Buche eingenommene Fläche mit einem 1 Meter hohen und insgesamt etwa 100 Meter langen Zaun abgegrenzt, „so dass niemand unbeabsichtigt in den gefährdeten Bereich gerät.“ In einer Pressemitteilung der Stadt Hannover vom Februar 2014 wurde darum gebeten, den umzäunten Bereich um die Von-Alten-Buche „zukünftig nicht mehr zu betreten und spielende Kinder nicht über den Zaun klettern zu lassen.“